# 利川市 (湖北省)
利川市（りせん-し）は中華人民共和国湖北省恩施トゥチャ族ミャオ族自治州に位置する県級市。

## 地理
利川市は湖北省南西部に位置し、東は恩施市、南は咸豊県、西南は重慶市黔江区及び彭水ミャオ族トゥチャ族自治県、西北は重慶市石柱トゥチャ族自治県・万州区・雲陽県・奉節県と接している。
鄂西山地の大巴山東南山麓と武陵山が交差する地点に位置し、市内には寒池山・石板嶺・斉岳山・福宝山・寒池山などを擁し、その中央に盆地が位置している。

## 歴史
1735年（雍正13年）に利川県が設置される。1986年、県級市への昇格にともない利川市と改称され現在に至る。

## 行政区画
- 街道：都亭街道、東城街道
- 鎮：謀道鎮、柏楊壩鎮、汪営鎮、建南鎮、忠路鎮、団堡鎮、毛壩鎮、文斗鎮
- 郷：涼霧郷、元堡郷、南坪郷、沙渓郷